# 24
Năm 24 là một năm trong lịch Julius.